# Jean Rodolphe d'Arnay
Jean Rodolphe d'Arnay est un écrivain suisse du XVIIIe siècle.
On a peu de renseignements sur lui. C'est un professeur qui enseignait les belles-lettres et l'histoire à l'académie de Lausanne et qui mourut avant 1780. On l'a parfois confondu avec Simon-Auguste d'Arnay.

## Publications
- De la vie privée des Romains. Lausanne, 1752. Cet ouvrage est son livre le plus important. Il connut un réel succès, et fut plusieurs fois réédité, avec des additions entre 1757 et 1795. Tous les aspects de la vie quotidienne des Romains sont précisés : occupations diverses, luxe, mœurs, prières, visites, jeu de paume, promenades, galeries, bibliothèques, exercices, bains. Le chapitre 3 est consacré aux repas : dîners, soupers, salles à mangers, lits et habits de table, places à tables, ablutions, buffets, libations, festins, mets et services, vaisselle, boissons et vins, spectacles, musique et jeux, cadeaux. Les autres chapitres concernent la toilette, les vêtements, les fards, bijoux, le célibat, le mariage, le repas de noces, les mœurs sexuelles, la famille[réf. nécessaire].

Michaud, Biographie universelle, ancienne et moderne, le présente ainsi : « littérateur modeste et laborieux, sur lequel on n'a que des renseignements incomplets, professait, au milieu du XVIIIe siècle, les belles-lettres et l'histoire à l'académie de Lausanne. On lui doit un ouvrage estimable : De la vie privée des Romains, Lausanne, 1762, in-12 ; réimprimé avec des additions, ibid., 1757, in-12, et sous le titre d’Habitudes et mœurs privées des Romains, Paris, 1795, in-−8°. On en a des traductions en allemand, en anglais, en polonais et en suédois[source insuffisante]. »
On peut ajouter une traduction italienne par Domenico Amato, « giureconsulto napolitano », Della vita privata de' romani, Naples, 1763[réf. nécessaire].